# Teyateyaneng
Teyateyaneng, meestal TY genoemd, is de hoofdstad (Engels: district town, ook camp town) van het district  Berea in Lesotho. Er wonen ongeveer 22.000 inwoners.

## Geboren in Teyateyaneng
- Ntsu Mokhehle (26 december 1918 - 6 januari 1999, Bloemfontein), politicus